# Maszallah
Maszallah (arab. ‏مَا شَاءَ ٱللَّٰهُ‎) – arabska fraza oznaczająca „Wola Boga” lub „jak Bóg sobie życzy”. Wyraża radość, uznanie, wdzięczność lub pochwałę.

## Inne znaczenia
W niektórych kulturach ludzie wypowiadają Maszallah w przekonaniu, że może to pomóc chronić ich przed zazdrością, złym okiem lub dżinami. Ta fraza znalazła się również w języku potocznym wielu niearabskich muzułmanów, w tym Indonezyjczyków, Malezyjczyków, Persów, Turków, Kurdów, Boszniaków, Azerbejdżanów, Czeczenów, Awarów, Czerkiesów, Tatarów, czy też Albańczyków.